# Диана Добрева
Диана Добрева е българска актриса и театрален режисьор.

## Биография
Родена е през 1971 г. в семейството на актьорите Стойно Добрев и Елизабет Карагеориева. Първоначално завършва Театралния колеж „Любен Гройс“, а след това и магистратура по френска филология в Софийския университет. По-късно завършва и история на изкуството в Сорбоната. Между 2000 и 2006 г. е актриса в Театралната работилница „Сфумато“.

## Театрална режисура
През последните години Диана Добрева е предимно театрална режисьорка. През 2006 г. поставя в Сфумато спектакъла „Медея“, за който получава награда „Аскеер“ за режисьорски дебют и номинация за награда „Икар“. Следващият ѝ режисьорски спектакъл е „Макбет“ (награди „Аскеер“ за костюми и музика, 2008). През 2009 г. в театър „Сълза и смях“ поставя авторския спектакъл „Казанова“, с който участва на престижния театрален фестивал в Авиньон, Франция.
През 2014 г. поставя спектакъла „Къщата на гнева“ в театър „Възраждане“. Номиниран е за „Аскеер“ в 4 категории: поддържаща женска роля (споделена номинация за Донка Аврамова-Бочева в ролята на Мартирио, Николина Янчева в ролята на Адела, Филипа Балдева в ролята на Ангустиас, Лиляна Шомова в ролята на Магдалена, Яна Кузова в ролята на Амелия и Жана Рашева в ролята на Понсия), костюмография (за създадените от самата Диана Добрева костюми в „Къщата на гнева“), режисура и най-добро представление, която печели на церемонията „Аскеер“ през 2015 г.
През 2016 г. поставя „Саломе“ в Театъра на българската армия, в който е и в главната роля. На следващата година режисира „Калигула“ на сцената на Народния театър. През 2021 г. поставя „Коприна“ на сцената на Пловдивския драматичен театър и „Народът на Вазов“ на сцената на Народния театър. През февруари 2024 г. режисира театрална адаптация на романа „Моби Дик“ в Народния театър.

### Постановки
- 2006 – „Медея“ по Борхес, Овидий, Еврипид, Мюлер, Васко Попа (Театрална работилница „Сфумато“)
- 2007 – „Макбет“ от Уилиям Шекспир (Родопски драматичен театър „Николай Хайтов“)
- 2009 – „Казанова“ по Джакомо Казанова, Сьорен Киркегор (Театър „Сълза и смях“)
- 2012 – „Декамерон“ по Джовани Бокачо (Театър Българска армия)
- 2014 – „Емигранти“ от Славомир Мрожек (Театър Българска армия)
- 2014 – „Йерма“ от Фредерико Гарсия Лорка (Театър Българска армия)
- 2015 – „Да играеш жертвата“ от братя Преснякови (Театър Българска армия)
- 2015 – „Къщата на гнева“ от Фредерико Гарсия Лорка (Театър „Възраждане“)
- 2016 – „Слугините“ от Жан Жьоне (Народен театър „Иван Вазов“)
- 2016 – „Вълци“ по Петър Делчев (Драматичен театър Пловдив)
- 2017 – „Саломе“ от Оскар Уайлд (Театър Българска армия)
- 2017 – „Калигула“ от Албер Камю (Народен театър „Иван Вазов“)
- 2018 – „Дебелянов и ангелите“ от Александър Секулов по текстове от книгата „Слепия градинар“ на Валери Стефанов (Драматичен театър Пловдив)
- 2018 – „Бащата“ от Флориан Зелер (Народен театър „Иван Вазов“)
- 2019 – „Непознатото дете“ по Е. Т. А. Хофман (Столичен куклен театър)
- 2019 – „Домът на Бернарда Алба“ от Фредерико Гарсия Лорка (Театр-театр Академичен Театър Перм, Русия)
- 2019 – „Одисей“ от Александър Секулов по Омир (Драматичен театър Пловдив)
- 2020 – „Закуска в Тифани“ по Труман Капоти (Драматичен театър Пловдив)
- 2020 – „Синът“ от Флориан Зелер (Народен театър „Иван Вазов“)
- 2021 – „Народът на Вазов“ от Александър Секулов (Народен театър „Иван Вазов“)
- 2021 – „Коприна“ от Александър Секулов по Алесандро Барико (Драматичен театър Пловдив)
- 2022 – „Медея чужденката“ по Еврипид (Вилнюс, Литва)
- 2023 – „Едип и пророците“ по Александър Секулов и Софокъл (Драматичен театър Пловдив)
- 2024 – „Моби Дик“ по Херман Мелвил (Народен театър „Иван Вазов“)

## Филмография
- „Непобедимите 2“ (2012) – Village Woman 8
- „Love.net“ (2011) – Йоанна Йовкова
- „Малки разговори“ (2007) – Мая
- „Les Papiers“ (късометражен) (2007) – Дерва
- „La fine del mare“ (2007) – Нилофар
- „Маймуни през зимата“ (2006) – Лукреция
- „Пазачът на мъртвите“ (2006) – Мария
- „Хайка за вълци“ (2000) (6 серии)